# Fiordo

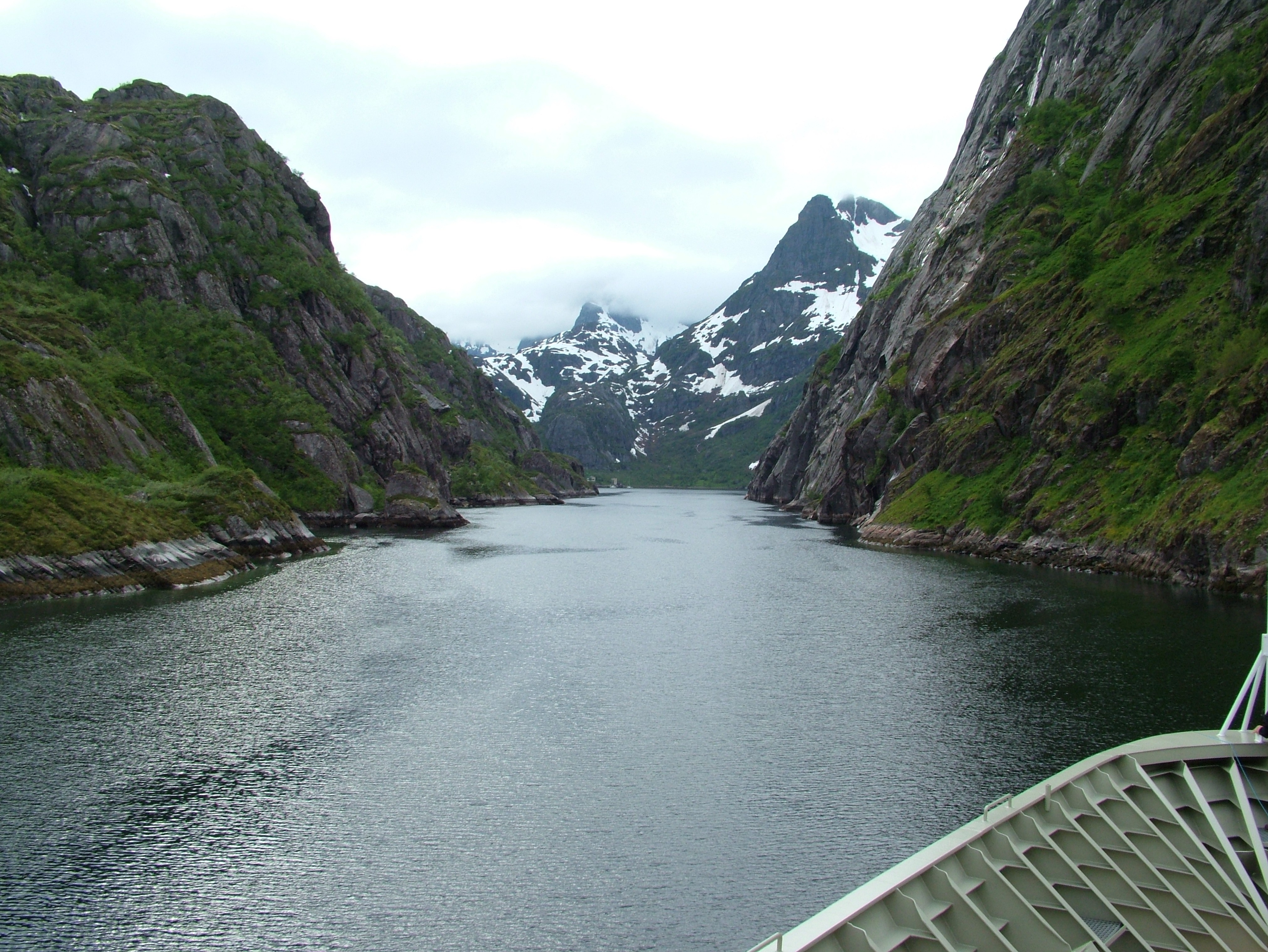
Trollfjord (Norvegia)

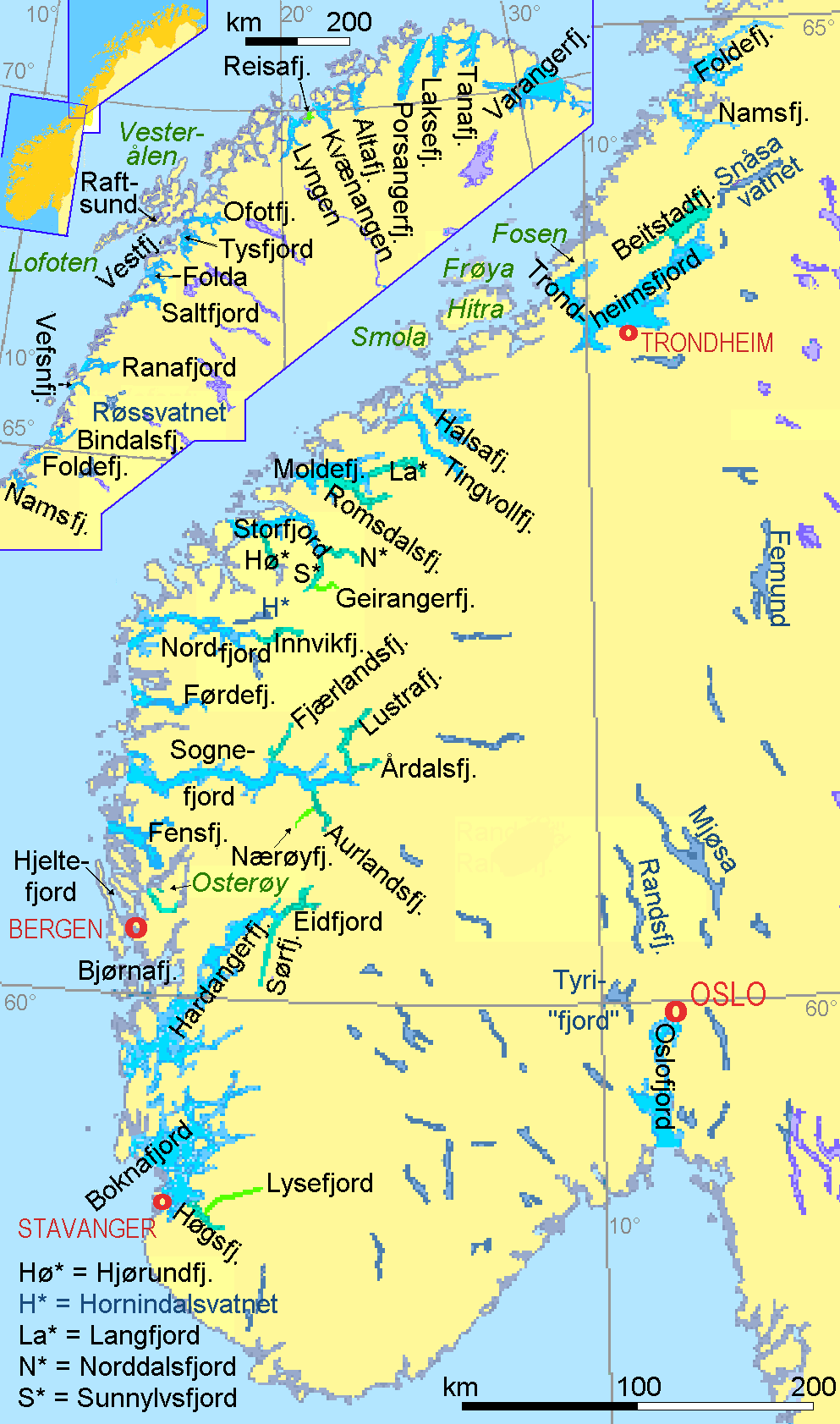
Fiordi e laghi più importanti della Norvegia

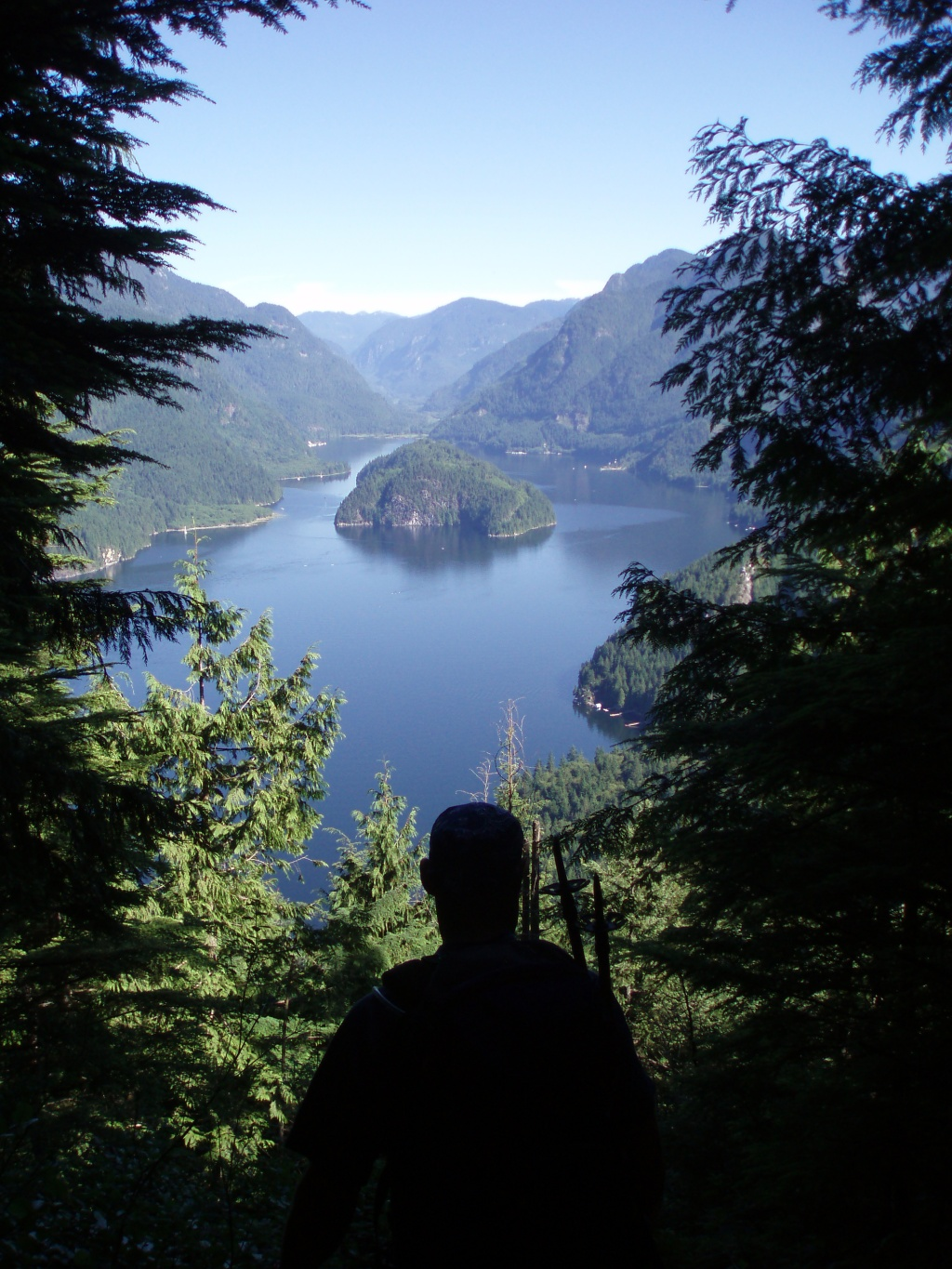
Il fiordo di Indian Arm (vicino a Vancouver, Canada)

Un fiordo (dal norvegese fjord, islandese fjörður, dalla radice indoeuropea *prtús da *por- o *per che significa "approdo", collegato al norreno fare "andare, viaggiare") è un braccio di mare che si insinua nella costa, anche per vari chilometri, inondando un'antica valle glaciale.
Solitamente infatti le pareti del fiordo sono molto simili a quelle dei calanchi, ripide e scoscese, ma coperte di foreste. Un fiordo può anche essere un caso particolare di costa alta: lunghe e strette insenature che penetrano all'interno del territorio anche per molti chilometri quadrati.

## Descrizione

### Formazione e caratteristiche
Quando un ghiacciaio che si estende al di sotto dell'attuale livello del mare si ritrae, il mare riempie la vallata incisa dal ghiacciaio, con la tipica valle a forma di U. In tal modo si sono formate delle rientranze della costa connesse con il mare e con i laghi, talvolta profonde sino a 1300 m.
La morena formata dall'espansione del ghiacciaio viene lasciata dal suo ritiro all'inizio della vallata e nel caso dei fiordi si trova sott'acqua, diminuendone la profondità all'imbocco. L'acqua sul fondo dei fiordi ha spesso una salinità molto bassa, a causa della sua provenienza dai torrenti e dallo scioglimento delle nevi: questa acqua dolce, più fredda tende a scendere sul fondo e a non mescolarsi con l'acqua di mare presente in superficie.
I fiordi per la loro stretta imboccatura e per la protezione offerta dalle elevazioni che li circondano sono eccellenti porti naturali e vengono utilizzati per le flotte di pescherecci e per attività come l'allevamento ittico e i cantieri navali. La Norvegia presenta la più alta concentrazione di fiordi del mondo, e in nessun altro posto si possono ammirare più che nella Norvegia occidentale. Per questo motivo, la regione è comunemente chiamata “Norvegia dei Fiordi”. I fiordi possono essere visitati anche nella Norvegia centrale, settentrionale e orientale.

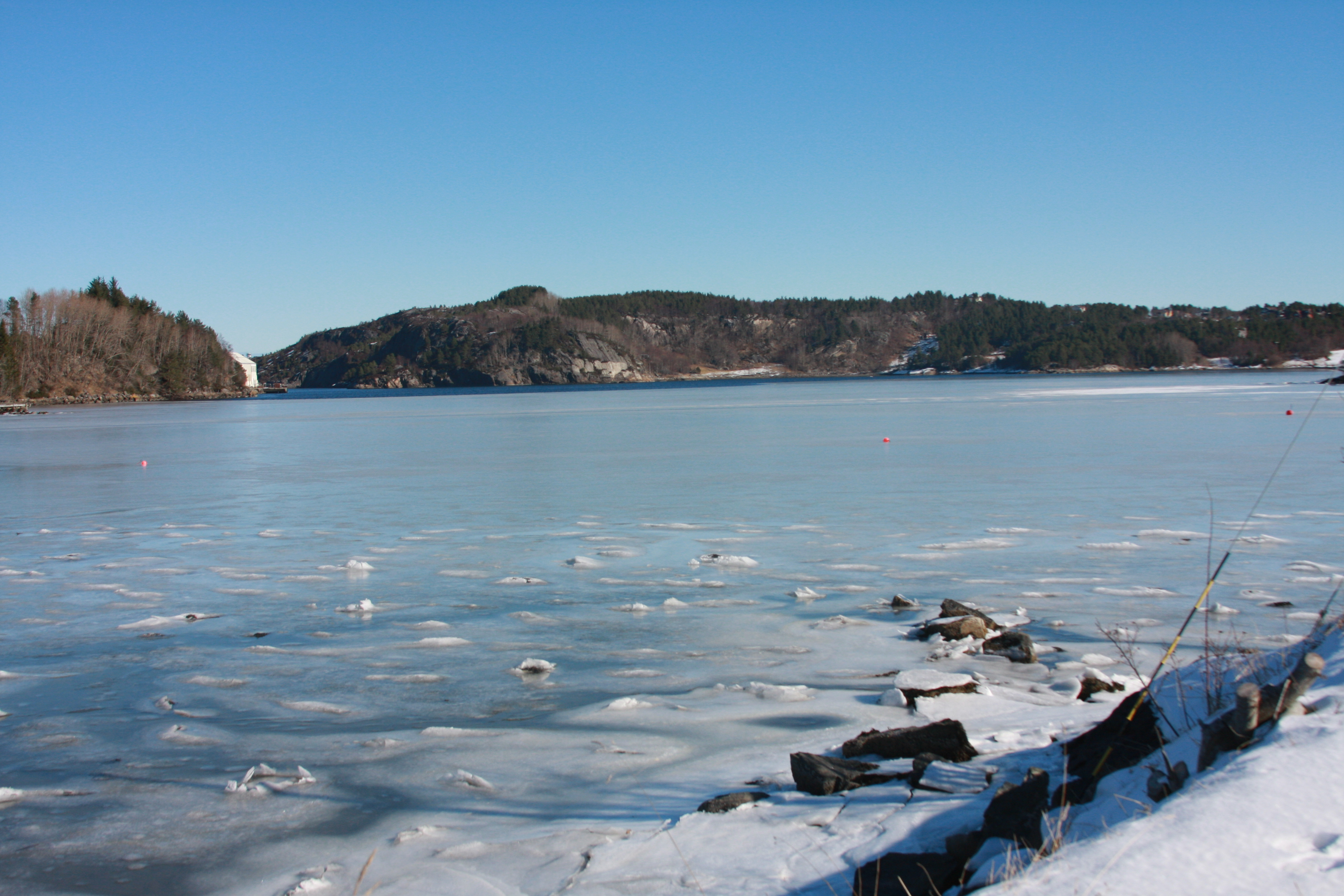
Fiordo della regione norvegese Møre og Romsdal ghiacciato nel mese di marzo

Caratteristica dei fiordi del nord Europa è la tendenza a ghiacciarsi nel periodo invernale. Le basse temperature, la scarsa profondità, la debolezza delle onde e la scarsità del sale in queste acque favorisce infatti questo fenomeno inusuale per acque marine (sia dolci che salate).

### Distribuzione

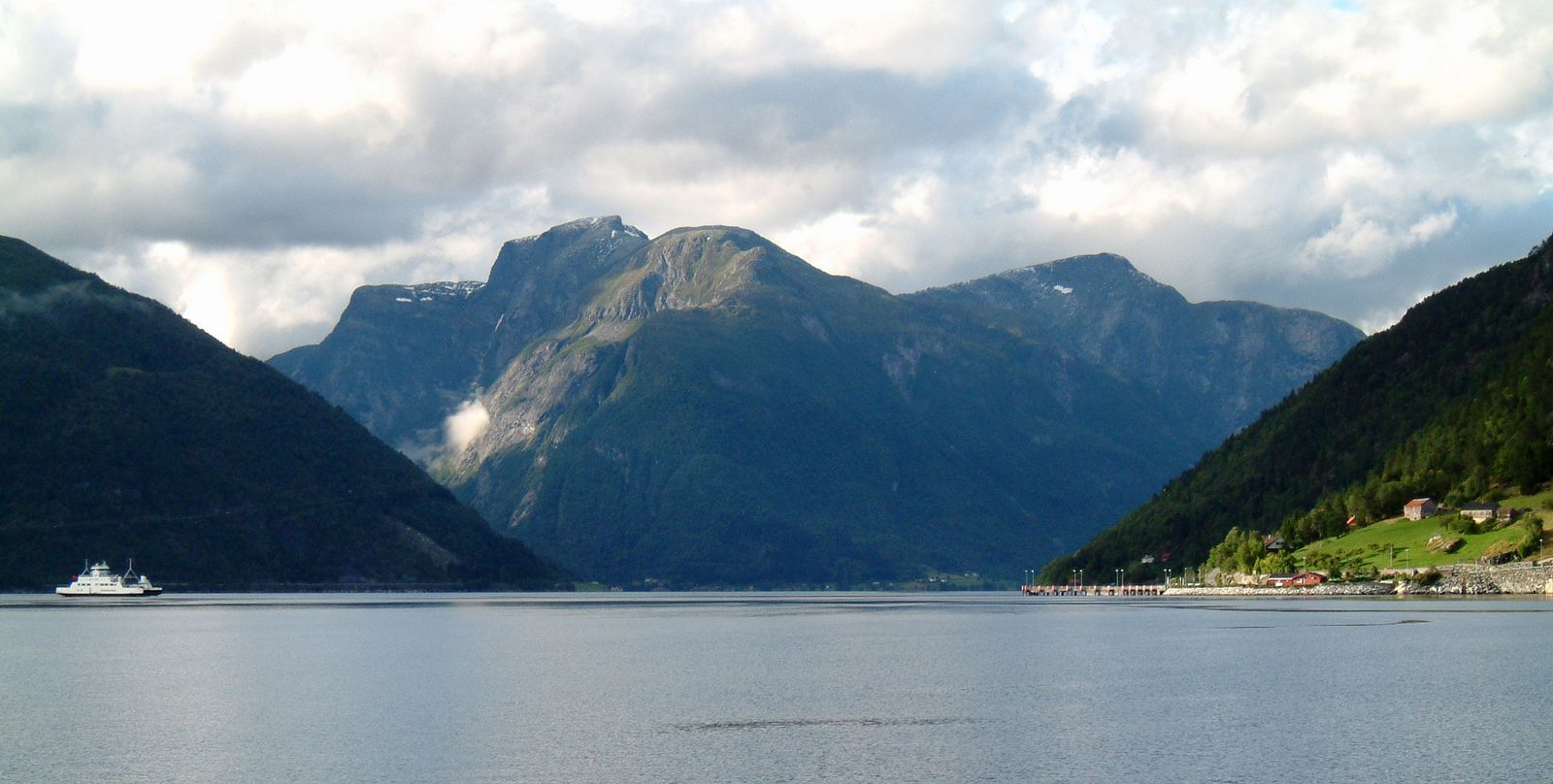
Il Sognefjord in Norvegia

La Norvegia viene chiamata anche "Paese dei fiordi" per la presenza di numerose di queste vallate sommerse (che sono più di mille), spesso spettacolari. I fiordi tuttavia si trovano anche sulla costa occidentale dell'Irlanda e della Scozia, in Islanda, in Groenlandia, nella regione canadese del Labrador, in Alaska e poi sulla costa occidentale del Canada, sulla costa meridionale del Cile (Patagonia), nella parte sud-occidentale della Nuova Zelanda ed in Antartide.

### I fiordi più lunghi del mondo
- Scoresby Sund (Groenlandia, 350 km)
- Sognefjord (Norvegia, 203 km)
- Hardangerfjord (Norvegia, 179 km)

## Specialità

### Coste atlantiche di Scandinavia
È in discussione se alcuni altri fiordi con aperture molto larghe siano da considerarsi veri fiordi.

### Scozia e Irlanda
Nelle lingue scandinave il termine "fjord" tende ad indicare non solo il fiordo propriamente detto, ma in generale gli specchi d'acqua compresi i laghi.
In Scozia e in Irlanda i fiordi vengono chiamati con il termine gaelico di loch (che rimane invariato in Scozia e anglicizzato come lough in Irlanda), che tendenzialmente indica anche gli specchi d'acqua interni come i laghi. In Scozia si utilizza anche il termine scozzese firth.
In Irlanda esiste un unico fiordo propriamente detto, il Killary Harbour sulla costa occidentale. Si tende erroneamente ad indicare come fiordo anche il Lough Swilly che tuttavia ha avuto una genesi diversa.

### Paesi anglofoni fuori dall'Europa
In inglese si utilizza il termine sound in nomi di fiordi fuori dall'Europa.

### Mare Baltico
Nella Svezia dell'est e in alcune zone della Finlandia si utilizza il termine svedese fjärd. Nella costa tedesca sono invece chiamate förde. I termini fjord, fjärd e förde sono d'origine comune, ma sono differenti dal punto di vista geologico.
Nella genesi dei fiordi della costa orientale dello Jutland in Danimarca e delle fördi tedesche, il ghiaccio non si mosse dai monti al mare, ma lingue di ghiaccio si spostarono dal mare bloccandosi in una maremma (riviera non alta).
I fjärdar di Svezia e Finlandia nacquero sotto parti centrali di ghiaccio.

### Danimarca
In Danimarca esistono diverse insenature (che propriamente dovrebbero essere definite baie) che vengono considerati veri e propri fiordi, anche se mancano di alcune caratteristiche tipiche dei fiordi normali.

### Francia
In Bretagna, dove si utilizza il termine bretone aber per indicare l'estuario di un fiume che scorre in una valle, le valli non sono d'origine glaciale. Geologicamente, gli aber sono rie, valli fluviali primarie, in cui si insinua il mare.

### Europa meridionale
In Europa meridionale sono spesso indicati come i fiordi più meridionali del continente le Bocche di Cattaro (in Montenegro) e il Fiordo di Furore, in costiera amalfitana, ma, in entrambi i casi, si tratta di valli di origine fluviale invase del mare (ría). Lo stesso è con la costa nord-orientale della Sardegna. Tra i più lunghi del mare Adriatico troviamo il Canale di Leme e la Fianona, che si trovano in Istria (Croazia).